# Alisa Weilerstein
Alisa Weilerstein (Rochester, 18 aprile 1982) è una violoncellista statunitense. È stata nominata MacArthur Fellow 2011.

## Biografia
Alisa Weilerstein nacque a Rochester, New York. Iniziò a suonare il violoncello all'età di quattro anni. Fece il suo debutto all'età di 13 anni con l'Orchestra di Cleveland interpretando Variazioni su un tema rococò di Čajkovskij. Come solista si è esibita con una serie di altre importanti orchestre in quattro continenti. È anche attiva nella musica da camera e si esibisce con i suoi genitori, il violinista Donald Weilerstein, (il primo violinista fondatore del Cleveland Quartet) e la pianista Vivian Hornik Weilerstein, come il Trio Weilerstein. Il trio attualmente risiede al New England Conservatory di Boston. Suo fratello è il violinista e direttore d'orchestra Joshua Weilerstein (nato nel 1987). È sposata con il direttore d'orchestra venezuelano Rafael Payare.
Protagonista della musica contemporanea, la Weilerstein ha lavorato a lungo con i compositori ebrei Osvaldo Golijov e Lera Auerbach, nonché con il compositore di Filadelfia Joseph Hallman. Ha eseguito la prima di New York del Concerto per violoncello "Azul" di Golijov al Mostly Mozart Festival del Lincoln Center, la prima mondiale dei 24 Preludi per violoncello e pianoforte di Auerbach al Caramoor International Music Festival, la trascrizione di Auerbach dell'Op. 34 per violoncello e pianoforte di Shostakovich allo Schleswig-Holstein Musik Festival e il Concerto per violoncello di Hallman con l'Orchestra filarmonica di San Pietroburgo.
A maggio 2016, ha suonato in anteprima Outscape, il secondo concerto per violoncello di Pascal Dusapin, con la Chicago Symphony Orchestra, con un'accoglienza positiva da parte della critica.
Nel marzo 2017 alla Symphony Hall, ha eseguito la prima mondiale del concerto per violoncello e orchestra "un despertar" di Matthias Pintscher con la Boston Symphony Orchestra con critiche entusiastiche. Suona un violoncello William Forster del 1790.

## Premi e onorificenze
Alisa Weilerstein ha ricevuto un certo numero di onorificenze. Nel 2000-2001 ha vinto una Sovvenzione alla Carriera Avery Fisher ed è stata selezionata per suonare nel programma ECHO "Rising Stars" e Chamber Music Society II, il programma per giovani artisti della Chamber Music Society del Lincoln Center. Nel 2004 si è laureata alla Columbia University di New York con una laurea in storia russa. Nel 2006 ha ricevuto il Premio Leonard Bernstein allo Schleswig-Holstein Music Festival. Nel 2011 ha ricevuto un "Genius Grant" dalla Fondazione MacArthur.

## Discografia
- Transfigured Night: Haydn & Schönberg. Alisa Weilerstein, Trondheim Soloists. Pentatone PTC 5186717 (2018).[11]
- Alisa Weilerstein & Vivian Hornik Weilerstein: Works for Cello and Piano (registrazione nella EMI Classics "Debut" Series) (EMI 5 73498 2)
- The Weilerstein Trio, con Donald Weilerstein (violino), Alisa Weilerstein (violoncello) e Vivian Hornik Weilerstein (pianoforte): Dvořák Trios (registraziione dalla Koch International Classics) (Koch B000CC4W14)
- Joseph Hallman: Cello Concerto (St. Petersburg) (registrazione dal vivo dell'anteprima):  Alisa Weilerstein (violoncello) e la St. Petersburg (Russia) Chamber Philharmonic, Jeffery Meyer, direttore d'orchestra e direttore artistico (jhallmanmusic 884502022742).
- Alisa Weilerstein, Czech Philharmonic Orchestra, Jiri Belohlavek (direttore): Dvořák Cello Concerto (Decca 0289 478 5705)
- Alisa Weilerstein, Staatskapelle Berlin, Daniel Barenboim (direttore): Edward Elgar Cello Concerto op. 85, Elliott Carter Cello Concerto, Max Bruch Kol Nidrei op. 47 (Decca 0289 478 2735)
- Alisa Weilerstein Solo: Zoltán Kodály Sonata op. 8, Osvaldo Golijov Omaramor, Gaspar Cassadó Suite per violoncello, Bright Sheng Seven Tunes Heard in China (Decca 0289 478 5296)